# Шауфусс Тетяна Олексіївна
Тетяна Олексіївна Шауфус (Шауфусс) (22 жовтня 1891, Київ — 25 липня 1986, Веллі-Котедж, близько Нью-Йорка) — лікарка, сестра милосердя, громадська діячка російської еміграції, президент Толстовського фонду.

## Життя до еміграції
Народилася в Києві у сім'ї присяжного повіреного. Випускниця Київського інституту шляхетних дівчат, Навчалася в Дрезденської консерваторії по класу фортепіано.
У Першу світову війну закінчила курси сестри милосердя Свято-Георгіївської громади Російського Червоного Хреста в Петербурзі. Протягом Першої світової війни доля звела Шауфус з сестрою милосердя Олесандрою Толстою (дочкою Л. М. Толстого). У подальшому життеві шляхи жінок неодноразово перетиналися.
Працювала старшою хірургічною сестрою госпіталю, завідувала шкільною громадою при госпіталі, генеральною секретаркою російської профспілки сестер милосердя, вела організаційну роботу з охорони шкіл медичних сестер.

## Арешти
Після Жовтневої революції арештована.
- У червні 1919 року ВНК викрила так звану антирадянську групу «Білий Хрест». Шауфус заарештована разом з кількома іншими сестрами милосерддя по «білохрестовській справі» у Петрограді. У квітні 1920 року засуджена до робіт у концентраційному таборі м. Іваново. Завдяки заступництву дружини Максима Горького Катерини Пешкової 1922 року звільнена за амністією.
- З архіву ЦА ФСБ РФ «Справа по звинуваченню Александрова П. В. та ін.» (Д. Р-40228) збереглися відомості щодо другого арешту Шауфусс Т. О.: заарештована 22 травня 1928 р. у м. Сергієв Московської губернії. Звинувачена в замаху на зам. агітпрома Костомарова. На допитах винною себе не визнала, заявила слідчим: «Монархісткою себе не вважаю. Питаями політики не цікавлюся».[2] Засуджена «за антирадянську діяльність» 8 червня 1928 р. на 3 роки заслання до Казахстану.
- Реабілітована 15 серпня 1991 року Прокуратурою Московської області[3]

## Життя в еміграції
Завдяки втручанню міжнародного Червоного Хреста, отримала в 1933 році можливість емігрувати до Чехословаччини, де перебувала до 1938 року.
Працювала в соціальному відділі Червоного Хреста під керівицтвом Аліси Масарик — дочки Президента Чехословаччии, допомагала російським біженцям. За громадські заслуги була удостоєна урядом Чехословаччини і містом Праги почесного чехословацького громадянства.
Емігрувала до США після окупації країни німецькими військами.
Разом з Олександрою Толстою заснувала фонд допомоги біженцям. 15 квітня 1939 року було офіційно зареєстровано неурядову благодійну організацію — Толстовський фонд.
Померла 25 липня 1986 року.